# HMS Potentilla (K214)
HMS Potentilla (K214) je bila korveta razreda flower Kraljeve vojne mornarice, ki je bila operativna med drugo svetovno vojno.

## Zgodovina
16. januarja 1942 so ladjo predali Kraljevi norveški vojni mornarici, ki jo je preimenovala v KNM Potentilla (K214). 13. marca 1944 so jo vrnili Kraljevi vojni mornarici, ki pa jo je 13. marca 1946 prodala, nakar pa so jo razrezali v Gatesheadu.